# Élections législatives allemandes de 1893
Les élections législatives allemandes de 1893 permettent d'élire pour la 9e fois les députés du Reichstag. Elles ont lieu le 15 juin 1893. La participation atteint 72 %, ce qui est un peu plus élevé qu'aux élections précédentes.
Le parlement a été dissous par souhait du chancelier Leo von Caprivi le 6 mai 1893, de nouvelles élections ont donc lieu. Comme en 1887, une réforme militaire est à l'origine du conflit parlementaire. Caprivi souhaite en effet augmenter de nouveau les effectifs militaires pour atteindre les 500 000 hommes, le SPD, une majorité du Zentrum et une partie des radicaux s'y opposent faisant échouer la proposition de loi au vote. Le parti libre-penseur se sépare en deux des suites de ce différend : d'un côté le Parti populaire radical, de l'autre l'Union radicale.
Les élections se soldent par une courte victoire des partis du cartel fidèles au gouvernement que sont les partis conservateur, conservateur libre et national-libéral. Les sociaux-démocrates connaissent une nouvelle forte progression de leur nombre de voix, tout comme les antisémites. Les libéraux, divisés, perdent au contraire des sièges. L'absence persistante de réforme des circonscriptions continue de creuser l'écart entre suffrages recueillis et nombre de mandats au parlement pour les partis.
La proposition de réforme militaire est finalement votée à une très courte majorité : 201 voix pour.

## Résultats

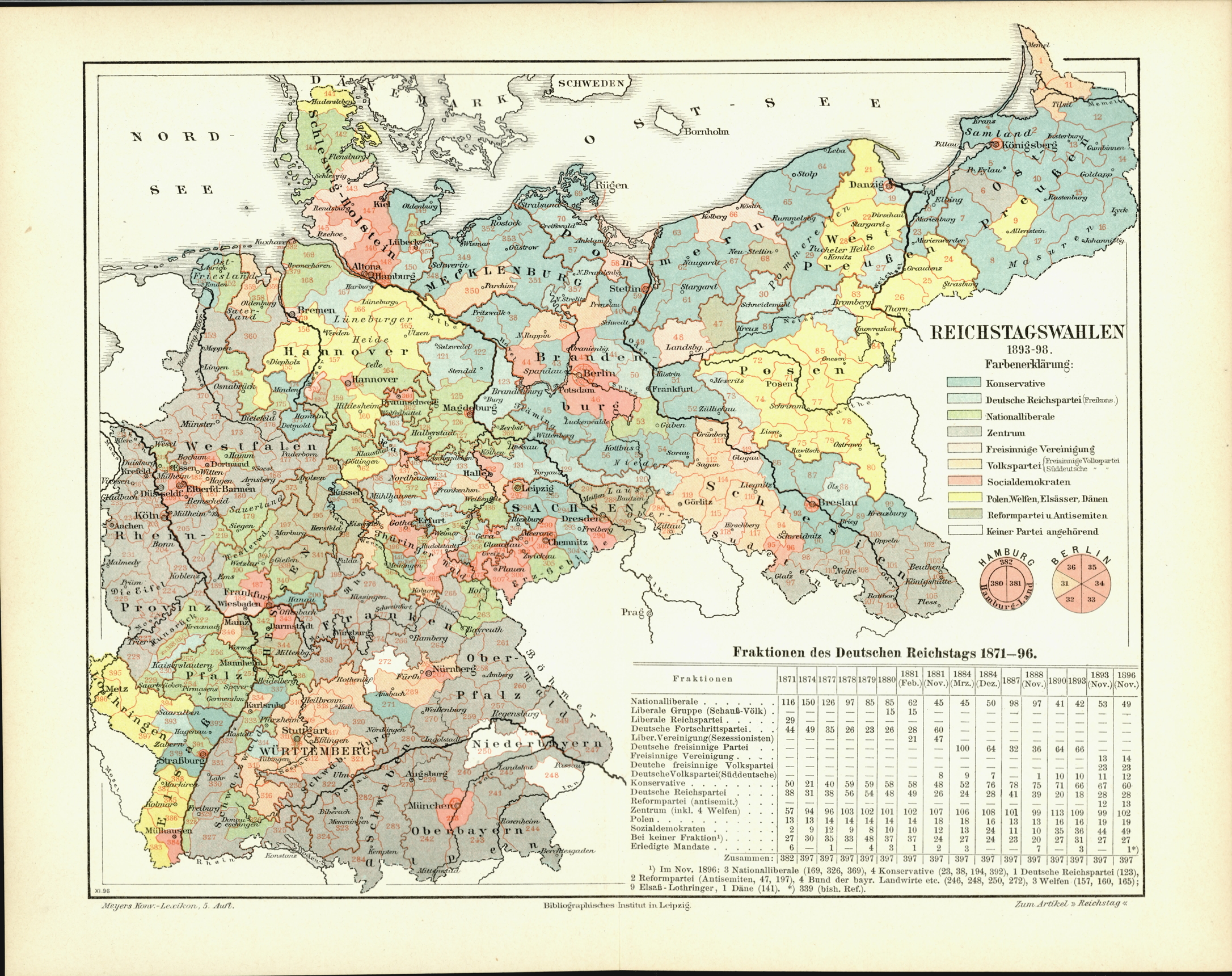
Résultats des élections par circonscription.

| Famille politique | Famille politique | Parti                                     | Parti | Voix       | Voix   | Voix             | Sièges, | Sièges, | Sièges,         |
| Famille politique | Famille politique | Parti                                     | Parti | en million | en %   | comparées à 1890 | nb      | en %    | comparés à 1890 |
| ----------------- | ----------------- | ----------------------------------------- | ----- | ---------- | ------ | ---------------- | ------- | ------- | --------------- |
| Conservateurs     | Conservateurs     | Conservateur                              |       | 1,038      | 13,5 % | +1,1             | 72      | 18,1 %  | −1              |
| Conservateurs     | Conservateurs     | Conservateur libre                        |       | 0,438      | 5,7 %  | -1,0             | 28      | 7,1 %   | +8              |
| Libéraux          | Droit             | National-libéral                          |       | 0,997      | 13,0 % | -3,3             | 52      | 13,2 %  | +11             |
| Libéraux          |                   | Autres libéraux                           |       | n/a        | n/a    | n/a              | 2       | 0,5 %   | −1              |
| Libéraux          | Modérés           | Union radicale (FVg)                      |       | 0,258      | 3,4 %  | (-3,9)           | 13      | 3,3 %   | (−29)           |
| Libéraux          | Gauche            | Parti populaire radical (FVp)             |       | 0,666      | 8,7 %  | (-3,9)           | 241)    | 6,0 %   | (−29)           |
| Libéraux          | Gauche            | Populaire                                 |       | 0,167      | 2,2 %  | +0,2             | 11      | 2,8 %   | +1              |
| Catholiques       | Catholiques       | Zentrum                                   |       | 1,469      | 19,1 % | +0,5             | 96      | 24,2 %  | −10             |
| Socialistes       | Socialistes       | Sociaux-démocrates (SPD)                  |       | 1,787      | 23,3 % | +3,6             | 442)    | 11,1 %  | +9              |
| Minorités         | Minorités         | Welf                                      |       | 0,102      | 1,3 %  | -0,3             | 7       | 1,8 %   | −4              |
| Minorités         | Minorités         | Polonais                                  |       | 0,230      | 3,0 %  | -0,4             | 19      | 4,8 %   | +3              |
| Minorités         | Minorités         | Danois                                    |       | 0,014      | 0,2 %  | ±0,0             | 1       | 0,3 %   | ±0              |
| Minorités         | Minorités         | Alsace-Lorraine                           |       | 0,115      | 1,5 %  | ±0,1             | 8       | 2,0 %   | −2              |
| Minorités         | Minorités         | Fédération des agriculteurs bavarois (de) |       | 0,081      | 1,1 %  | +1,1             | 4       | 1,0 %   | +4              |
| Antisémites       | Antisémites       | Parti allemand de la réforme              |       | 0,264      | 3,4 %  | +2,7             | 123)    | 2,8 %   | +8              |
| Antisémites       | Antisémites       | Parti social allemand                     |       | 0,264      | 3,4 %  | +2,7             | 2       | 1,0 %   | +1              |
| Antisémites       | Antisémites       | Sans parti                                |       | 0,264      | 3,4 %  | +2,7             | 24)     | 0,3 %   | +2              |
|                   |                   | Divers                                    |       | 0,048      | 0,6 %  | +0,7             | -       | -       | ±0              |
| Total             | Total             | Total                                     | Total | 7,674      | 100 %  |                  | 397     | 100 %   |                 |

Note : dans cinq cas, un député gagne dans deux circonscriptions différentes. Dans ce cas, il doit se décider pour l'un des mandats :
1. Albert Traeger gagne dans la circonscription de Bingen dans la Hesse et à Jever dans l'Oldenbourg. Il accepte la seconde ;
2. August Bebel gagne à Hambourg I et à Strasbourg. Il accepte le second mandat ;
3. Oswald Zimmermann gagne dans la circonscription Dresde gauche de l'Elbe et à Lauterbach dans l'Hesse. Il choisit le premier mandat.Ludwig Werner gagne à Hofgeismar et à Hersfeld dans la province de Hesse-Nassau. Il choisit le second mandat ;
4. Hermann Ahlwardt gagne à Arnswalde dans le Brandebourg et à Neustettin en Poméranie. Il accepte le premier mandat.

## Groupes parlementaires
Tous les députés ne rejoignent pas le groupe parlementaire de leur parti, certains restent également sans groupe parlementaire. Quatre députés Welf viennent s'ajouter au groupe Zentrum. À cause de décès et de non acceptation de mandats, le parlement n'a que 394 députés à son ouverture. Les effectifs des différents groupes parlementaires sont les suivants :
| Parti                        | Sièges |
| ---------------------------- | ------ |
| Zentrum                      | 99     |
| Conservateur                 | 68     |
| National-libéral             | 52     |
| Sociaux-démocrates (SPD)     | 43     |
| Conservateur libre           | 27     |
| Parti populaire radical      | 22     |
| Polonais                     | 19     |
| Union radicale               | 13     |
| Parti populaire              | 11     |
| Parti allemand de la réforme | 10     |
| Indépendants                 | 28     |